# جین آرون
جین آرون (انگلیسی: Jane Aaron; ۱۶ آوریل ۱۹۴۸ – ۲۷ ژوئن ۲۰۱۵) فیلم‌ساز و تصویرگر کودکان اهل ایالات متحده آمریکا بود که عمدتاً برای آثاری همچون سسمی استریت شناخته می‌شود.
وی برندهٔ جوایزی همچون کمک‌هزینه گوگنهایم شده‌است.